# 伊普皮亚拉
伊普皮亚拉是巴西巴伊亚州的一个市镇。总面积1179.535平方公里，总人口8931人，人口密度7.6人/平方公里。